# Arnold Renz
Arnold Renz SDS, getauft als Wilhelm Renz (* 14. Januar 1911 in Hiltensweiler bei Tettnang; † 17. Mai 1986 in Feldkirch), war ein deutscher Pater. Große Aufmerksamkeit erregte er, weil er an Anneliese Michel in den Jahren 1975 und 1976 mehr als 60 Mal den großen Exorzismus vollzogen hatte und juristisch für ihren Tod mitverantwortlich gemacht wurde.

## Leben und Wirken
Renz wurde 1911 in Hiltensweiler bei Tettnang auf dem Renz-Hof geboren. Sein Taufname war Wilhelm. Er besuchte ein Gymnasium des Salvatorianerordens. Ab 1933 studierte er für vier Semester Philosophie, danach sechs Semester Theologie in Passau. Seine Weihe zum Priester erhielt er im Jahr 1938. Sodann war er bis Oktober 1953 als Ordensmann der Salvatorianer in der chinesischen Provinz Fujian als Missionar und Exorzist tätig. Danach hatte er verschiedene Kaplan-Stellen inne.
Ab 1965 betreute er die Gemeinde der St.-Pius-X.-Kirche in Rück-Schippach (Ortsteil der Gemeinde Elsenfeld) und war zeitgleich Superior des dortigen Klosters des Salvatorianerordens. Renz hatte damals in Kirchenkreisen eine gewisse Bekanntheit erlangt, da er sich intensiv für die Seligsprechung der in Schippach gestorbenen Seherin Barbara Weigand einsetzte.
Aufgrund von Vorbehalten innerhalb seiner Gemeinde infolge der Ereignisse rund um den Exorzismus an Anneliese Michel wurde Renz im Dezember 1976 von seiner Tätigkeit als Gemeindepfarrer in Rück-Schippach abberufen und vom Provinzialat der Salvatorianer in München im Einvernehmen mit der Diözese Würzburg in die Ordensgemeinschaft zurückgerufen.
Renz starb am 17. Mai 1986 in Feldkirch. Er wurde in seinem Kloster in Lochau bei Lindau beerdigt.
Renz wurde allgemein für sein unerschütterlich frommes, wenngleich schlichtes Gemüt geschätzt. Zudem war er aber auch als treuer Anhänger des erzkonservativen französischen Erzbischofs und Gründer der Pius-Bruderschaft Marcel Lefebvre bekannt.

## Exorzismus an Anneliese Michel

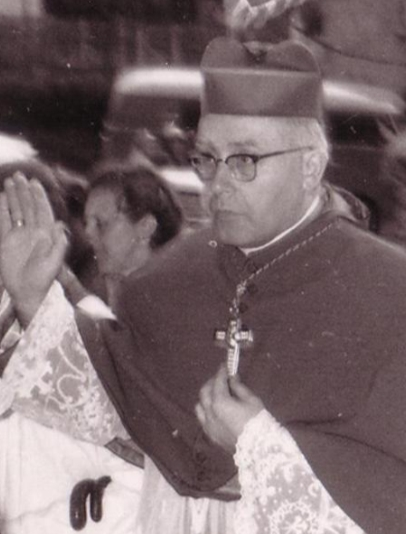
Bischof Josef Stangl (hier Mai 1959) ordnete im September 1975 den großen Exorzismus durch Arnold Renz bei Anneliese Michel an

Bekanntheit weit über seinen Wirkungskreis hinaus erlangte Renz im Jahre 1976, als an die Öffentlichkeit drang, dass er auf Anordnung des Würzburger Bischofs Josef Stangl an der mainfränkischen Lehramtsstudentin Anneliese Michel von September 1975 bis zu deren Tod durch Unterernährung im Juli 1976 mehr als 60 große Exorzismen nach dem Rituale Romanum vollzog.
Wegen fahrlässiger Tötung der Anneliese Michel durch Unterlassung verurteilte das Landgericht Aschaffenburg Renz im April 1978 rechtskräftig zu einer sechsmonatigen Haftstrafe, die auf drei Jahre zur Bewährung ausgesetzt wurde.

## Film
- Tod durch Teufelsaustreibung. Reportage, Deutschland 1976, 45 Minuten, Buch und Regie: Helge Cramer, Produktion: Bayerischer Rundfunk, Reihe: Der Weiße Fleck, Erstausstrahlung am 2. August 1976. Erste Dokumentation über den Exorzismusfall Anneliese Michel unter anderem mit ausführlichem Interview mit Pater Renz.[10]